# مات ميرفي
مات ميرفي (بالإنجليزية: Matt Murphy)‏ (20 أغسطس 1971 بنورثامبتون في المملكة المتحدة - ) هو لاعب كرة قدم بريطاني في مركز الهجوم. لعب مع أكسفورد يونايتد وسكونثورب يونايتد وسوانزي سيتي ونادي بوري ونادي كيترينغ تاون وBrackley Town F.C. ‏ ونادي سلاو تاون ونادي كينغز لين ونادي كوربي تاون وBanbury United F.C. ‏ وCogenhoe United F.C. ‏ وDaventry United F.C. ‏ وسبالدينغ يونايتد ‏ وLong Buckby A.F.C. ‏ وWellingborough Town F.C. ‏ وNorthampton Sileby Rangers F.C. ‏ وIrthlingborough Diamonds F.C. ‏.

## وصلات خارجية
- مات ميرفي على موقع قاعدة بيانات كرة القدم.إي يو (الإنجليزية)
- مات ميرفي على موقع Soccerbase.com (لاعب) (الإنجليزية)